# Верх-Теш
Верх-Теш (рос. Верх-Теш) — селище у складі Калтанського міського округу Кемеровської області, Росія.
Стара назва — Кержацький.

## Населення
Населення — 7 осіб (2010; 1 у 2002).
Національний склад (станом на 2002 рік):
- росіяни — 100 %